# Lucien Grangeon
Lucien Grangeon (Vaison-la-Romaine, 2 octobre 1911 - La Ciotat, 4 novembre 1975) est un homme politique français.

## Biographie
Lucien Grangeon est issu d'une famille d’artisans. Après de brèves études, titulaire uniquement d'un certificat d'études primaires, il devient agent d'assurance. En 1940, il entre en résistance, et organise le groupe « Vasio », qui compte 250 hommes en armes. Il est alors promu capitaine par le Gouvernement provisoire d'Alger, et reçoit la médaille militaire, et la croix de la Résistance.
D'abord sympathisant socialiste, il se rapproche du Parti communiste français, à la Libération. Il est alors exclu de la Section française de l'Internationale ouvrière, comme l'ensemble des adhérents de Vaison-la-Romaine.

## Mandats

### Mandat de maire de Vaison-la-Romaine et conseiller général
Il est élu maire de Vaison-la-Romaine en avril 1945. Son élection au poste de conseiller général date du mois d'octobre suivant.

### Mandat de sénateur de Vaucluse
C'est en décembre 1946 qu'il est élu au Conseil de la République pour y représenter le département de Vaucluse, au premier tour. Réélu en novembre 1948, il intervient sur de nombreux sujets économiques et financiers, et sur le projet de loi relatif au canal de Pierrelatte ; il dépose également une proposition de résolution invitant le Gouvernement à rétablir le festival de Cannes. Il propose également que l'âge d'éligibilité des sénateurs soit ramené à 30 ans, sans succès. Il abandonne alors la politique nationale.

## Œuvres
- Histoire du maquis Vasio, Le Pontet, A. Barthélemy, 1992, 127 p. (ISBN 2-87923-024-1, présentation en ligne)

### Articles Connexes
- Liste des sénateurs de Vaucluse
- Vaison-la-Romaine
- Résistance française
- Dentelles de Montmirail